# Сава Віктор Михайлович
Ві́ктор Миха́йлович Са́ва — полковник Збройних сил України. У 2015 році — начальник управління експлуатації Головного квартирно-експлуатаційного управління Збройних Сил України.

## Нагороди
За особисту мужність і героїзм, виявлені у захисті державного суверенітету та територіальної цілісності України, вірність військовій присязі під час російсько-української війни нагороджений
- орденом Данила Галицького (4.12.2014)